# Lac de Pouchergues
Le lac de Pouchergues est un lac des Pyrénées françaises situé sur la commune de Loudenvielle dans  le département des Hautes-Pyrénées, en région Occitanie.
Le lac a une superficie de 1 ha pour une altitude de 2 102 m, il atteint une profondeur de 32 m.

## Toponymie
Son nom vient de l'ancienne commune de Pouchergues (rataché à Adervielle sous le nom d'Adervielle-Pouchergues), proche du lac.
Du gascon porcinglas (latin porcilia) = lieux où on élève les porcs. Nom occitan : Pochergues.

## Géographie
Il se trouve dans le sud-est du département français des Hautes-Pyrénées proche de la Haute-Garonne et de la frontière franco-espagnole.
 
Il est dissimulé au pied d'une muraille constitué de la Montagne et de la Lègnes de Pouchergues et à l'ouest par le vallon d'Aygues Tortes.

### Topographie
|                        | Pic de Lègnes (2 546 m)                                |                                |
| Vallon d'Aygues Tortes | lac de Pouchergues                                     | Crête de Lègnes de Pouchergues |
|                        | Montagne de Pouchergues Fourche de Clarabide (2 856 m) |                                |

### Hydrographie
Le lac est alimenté par les différents ruisseaux de la Montagne de Pouchergues et a pour émissaire la Neste de Clarabide.

## Histoire
Il est exploité par une centrale hydraulique.

## Protection environnementale
Le lac fait partie d'une zone naturelle protégée, classée ZNIEFF de type 2 : vallée du Louron.

## Voies d'accès
Pour atteindre le lac, au départ du Pont de Prat à la centrale hydro-électrique de Tramezaygues, il faut traverser les gorges de Clarabide par un chemin très escarpé jusqu'à la construction d'un chemin plus sûr construit par les Ponts et Chaussées, et rejoindre le refuge de la Soula. De la prendre le sentier le long de la Neste de Clarabide jusqu'au lac.